# إلهام العميل (فلم 2021)
إلهام العميل (بالإنجليزية: Agent Revelation) فيلم حركة وإثارة وخيال علمي من هونج كونج لعام 2021، للمخرج دريك تينج، الذي فام بكتابته وتمثيل دور البطولة مع مايكل دورن وكايلا اويل. صدر الفيلم في 21 يناير 2021 في الولايات المتحدة.

## طاقم التمثيل
- ديريك تينج: في دور جيم يونج
- مايكل دورن: في دور الاستير
- كايلا اويل: في دور بيتي
- كارول وايرز: في دور الدكتورة فيكتوريا جنسين
- إيف ماورو: في دور بل
- كريس رايد: في دور كابتن ليندن
- ترانس كريستوفر جونز: في دور جون
- إريك كيتل: في دور سيث
- ماريكا كننغهام: في دور الدكتورة أنجيلا بورتر
- ماثيو رايان بارنيت: في دور أرون
- تيو بريونس: في دور هيجنز
- ماكسين بانز: في دور لوسي
- إريك مارك: في دور الدكتور وانج
- كوري تاكر: في دور تشارلز
- جانيل بيودري: في دور مارثا
- جابريل بلوتي: في دور ضابط شرطة
- ديمتريوس بيسترفيسكي: في دور قائد كيني
- هاو دو: في دور جيم صغير
- سامنتا جانجال: في دور أنجيلا صغيرة[2]

## ملخص أحداث الفيلم
يروي الفيلم قصة عالم مستقبلي حيث تتعرض حياة الإنسان للتهديد نتيجة انبعاث غبار أحمر غامض، الذي يقتل تقريبًا كل من يتعامل معه. يبدو أن جيم فقط (ديريك تينج) محصن ضد المسحوق الفضائي. يستيقظ جيم وهو يستنشق الرماد ولكن بسبب بعض جوانب حمضه النووي بدلاً من قتله، يبدو أنه جعله خالدًا ومحاربًا شرسًا.
يقوم الأطباء بفحصه وإرساله للتدريب القتالي حيث يتم تشجيعه على إطلاق النار على روبوتات بشرية في لعبة كمبيوتر واقعية كاملة بمستوياتها الخاصة. يلتقي بأصدقائه الجدد وهم يقاتلون الروبوتات غير المؤذية يجهزون أنفسهم للرئيس الكبير المنتظر في نهاية الفيلم.

## استقبال الفيلم
كتب ماركوس باباداتوس على موقع «ديجيتال جورنال Digital journal»: «فيلم خيال علمي تفاعلي وجذاب يستحق أكثر من مجرد نظرة عابرة. إن العروض التمثيلية التي قدمها إيويل ودورن وتينج وبورنيت وكل طاقم الممثلين رائعة، وتثني على ديريك تينج لإخراجه الرائع وكتابته هذا السيناريو المقنع».
كتب مايكل كافندر على موقع «سيني دامب Cine Dump»: «عمل شغوف. إنه ليس مرضيًا تمامًا، نظرًا لالتزام صانع الأفلام باستكشاف تجربة جيم الداخلية المجردة بالإضافة إلى وجود الفيلم باعتباره الفصل الأوسط لثلاثية محتملة. لقد وصلنا بدون تفسير ونختتم بنهاية مفتوحة، ومع ذلك، فإن الأمر لا يخلو من الجدارة، وتينج ليس سوى كسول. لا تتوقع فيلم أكشن بينما تتذكر أيضًا أن هذه ميزانية منخفضة للغاية وقد تجد نفسك معجبًا ببعض الجوانب».
كتب أدريان سميث على موقع «موفيز أند مانيا Movies and mania»: «أعطي الكثير من الفضل لديريك تينغ للحصول على بعض قيم الإنتاج الرائعة من ميزانية الفيلم. ولتقديم بعض المعارك الجيدة في الفصل الأخير من بين تلك التي تستخدم الحركة البطيئة / وقت انطلاق القذائف. هذه وسيلة للتحايل تجاوزت تاريخ انتهاء صلاحيتها لفترة طويلة. ولكن حتى لو تم تنظيم كل الأحداث بشكل جيد، فلا توجد طريقة يمكن من خلالها التغلب على نص يمثل حطام قطار كامل».

## وصلات خارجية
- إلهام العميل (فيلم 2021)
- إلهام العميل (فيلم 2021)
- إلهام العميل (فيلم 2021)